# Geschiedenis van Mexico (1929-2000)
Dit artikel behandelt de geschiedenis van Mexico van 1929 tot 2000, de periode waarin Mexico werd geregeerd door de Institutioneel Revolutionaire Partij (PRI) en haar voorgangers. In de 'officiële' geschiedschrijving van de tijd zelf werd deze periode wel aangeduid als de Institutionele Revolutie.

## Maximato

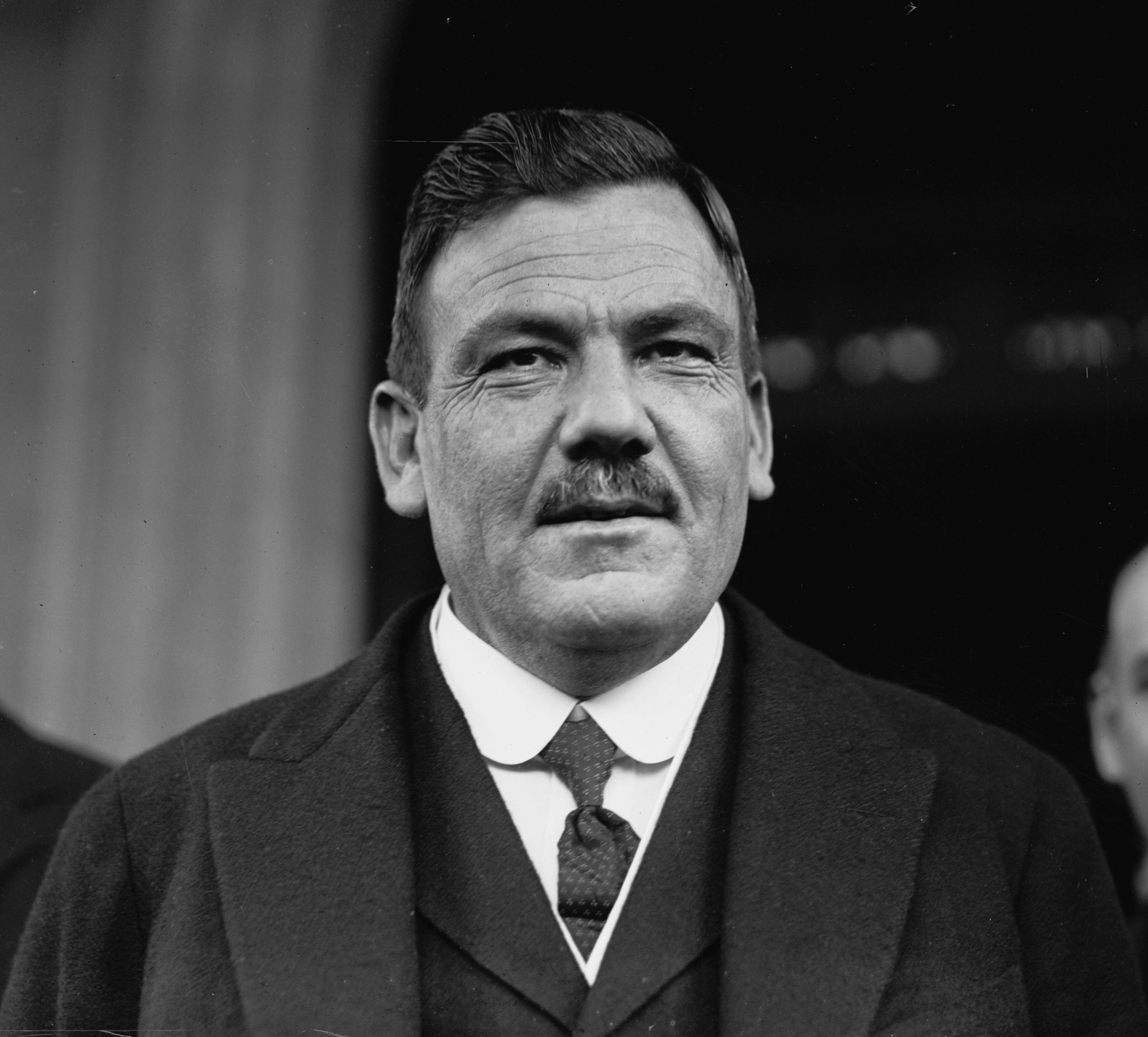
President Plutarco Elías Calles

Mexico bevond zich in 1929 in een grote politieke crisis: Álvaro Obregón was een jaar eerder tot president gekozen en vermoord, de Cristero's verzetten zich tegen het antiklerikale beleid van de Mexicaanse regering en de Grote Depressie had ook in Mexico toegeslagen. Hoewel de Mexicaanse Revolutie al meer dan tien jaar voorbij was bleef het onrustig, en wilde het land maar niet stabiliseren. Sterke man in Mexico was Plutarco Elías Calles, die president was geweest van 1924 en 1928. Calles verklaarde dat Mexico een 'land van instituties en wetten moest worden' en nam het voortouw in de oprichting van de Nationaal Revolutionaire Partij (PNR), waarin lokale partijen en allerhande belangenorganisaties verenigd werden. Hij benoemde zichzelf tot 'opperste leider' van de partij, oftewel jefe máximo waardoor deze periode wel als het maximato wordt aangeduid. Een opstand tegen Calles en zijn PNR, geleid door generaal José Gonzalo Escobar werd neergeslagen, hoewel het wel een enorme schade aan de infrastructuur teweegbracht.
In 1929 werd Pascual Ortiz Rubio tot president gekozen, maar hij was feitelijk slechts een stroman van Calles. Wel werd in dat jaar vrede getekend met de Cristero's. Twee jaar na het aantreden van Ortiz Rubio dwong Calles zijn aanhangers Ortiz Rubio's kabinet te verlaten na een conflict over een benoeming, waarna Ortiz Rubio besloot af te treden. Calles' vertrouweling Abelardo Luján Rodríguez werd als nieuwe president geïnstalleerd. Hoewel Calles de PNR mede had opgericht om een einde te maken aan het te eigengereid optreden van de lokale caciques, maar Calles liet de meesten gewoon hun gang gaan, zolang ze hem maar steunden. Ook verleende hij zwijgende steun aan de semi-fascistische goudhemden.
Nadat Rodríguez' termijn was afgelopen benoemde Calles Lázaro Cárdenas tot kandidaat voor de PNR, die vervolgens ook gekozen werd. Calles meende Cárdenas wel in de hand te kunnen houden, maar dat bleek uiteindelijk anders te lopen. Cárdenas liet oude revolutionaire idealen herleven, tot onvrede van Calles, die inmiddels een rechtse conservatief was geworden. Vooral Cárdenas' steun aan stakingen was een doorn in Calles oog. De twee dreven dan ook onherroepelijk uit elkaar, en Cárdenas slaagde erin een voor een Calles' getrouwen uit hun hoge posities te ontheffen. In april 1936 werd Calles ten slotte zelf gearresteerd en het land uit gezet.

## Cárdenas' regering

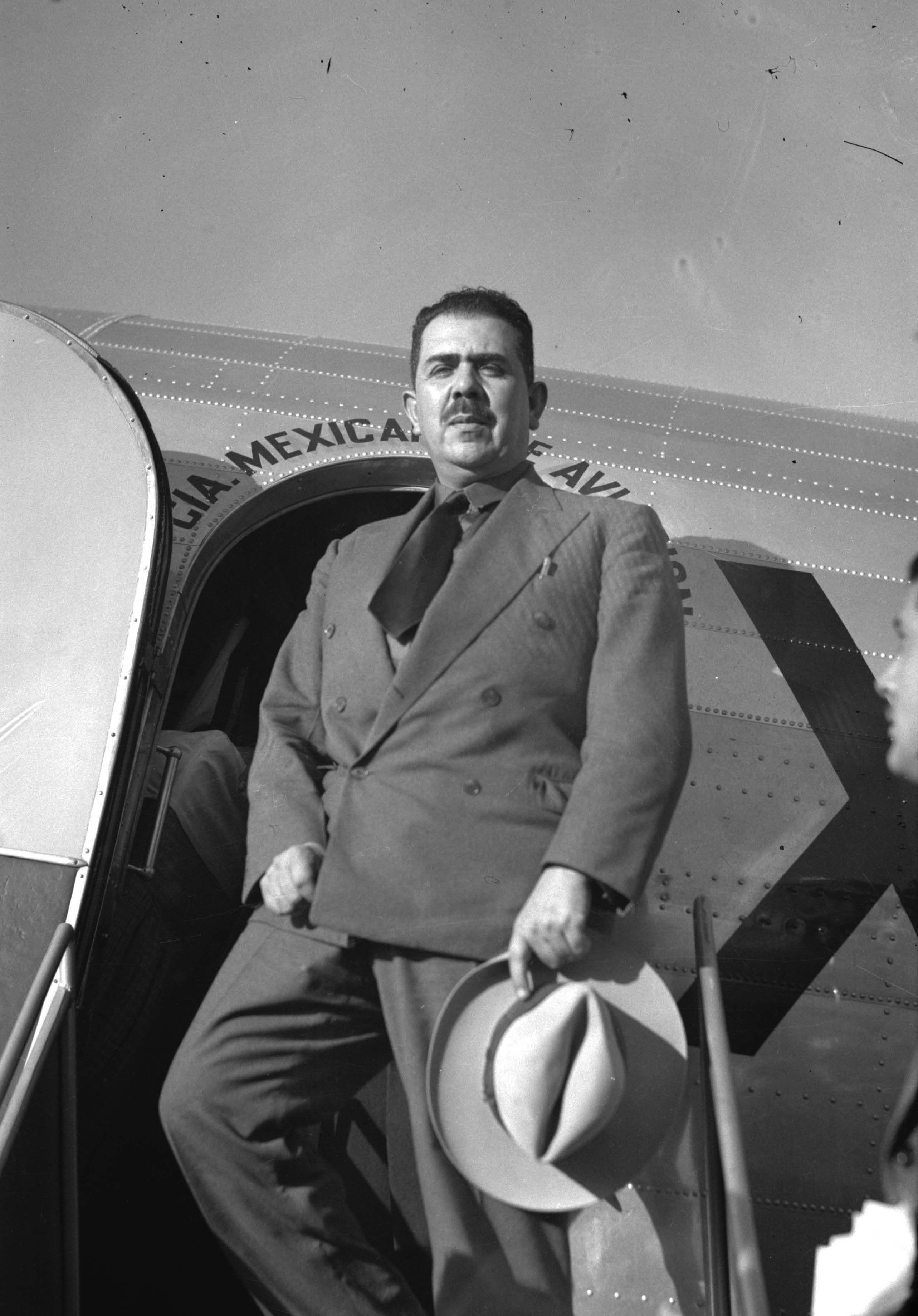
Generaal Lázaro Cárdenas del Río

Cárdenas ontpopte zich tot een van de populairste presidenten die Mexico ooit heeft gekend. Hij deelde meer land uit aan arme boeren dan alle andere presidenten bij elkaar. Hij liet de PNR hernoemen tot Partij van de Mexicaanse Revolutie (PRM) en maakt er een corporatistische organisatie van, onder andere door het integreren van de Confederatie van Mexicaanse Arbeiders (CTM) en andere organisaties. De PRM richtte zich op vier groepen: arbeiders, middenklasse, boeren en bureaucraten. De daad waarmee Cárdenas zich het populairst mee heeft gemaakt is ongetwijfeld de Expropiación Petrolera, de nationalisering van de olie-industrie en de oprichting van Petróleos Mexicanos. Al in 1917 werd in de grondwet vastgelegd dat de Mexicaanse bodemrijkdommen staatseigendom waren, maar de voorgaande regeringen durfden nationalisering niet aan om buitenlandse bedrijven niet tegen het hoofd te stoten. Nadat buitenlandse oliebedrijven weigerden zich neer te leggen bij een besluit van het Hooggerechtshof na een conflict met de CTM ging Cárdenas over tot de nationalisatie. Saturnino Cedillo kwam naar aanleiding van de nationalisatie in opstand, maar werd verslagen en gedood door het leger, waarmee definitief een einde kwam aan de opstanden die Mexico al sinds de revolutie teisterden.
Onder Cárdenas werd het verbod op de Mexicaanse Communistische Partij (PCM), dat uit de tijd van Calles stamde, opgeheven. Mexico werd een centrum van socialistische en progressieve ideeën. Het was dan ook geen toeval dat Leon Trotski Mexico als ballingsoord koos. Hij werd opgevangen door het schilderskoppel Frida Kahlo en Diego Rivera in Coyoacán. Met Kahlo zou hij zelfs een relatie hebben gehad. Kahlo en Rivera maakten deel uit van de kunststroming van het muralisme dat in het post-revolutionaire Mexico tot bloei was gekomen. Andere schilders uit deze stijl waren Juan O'Gorman, Dr. Atl en David Alfaro Siqueiros, een Stalinist die vergeefs een poging deed Trotski om het leven te brengen. Siqueiros en Rivera poogden de revolutionaire idealen in hun schilderkunst uit te beelden, terwijl Kahlo zich ook liet inspireren door het surrealisme.
Cárdenas brak de macht van het leger. Dit had tot gevolg dat het Mexicaanse politieke systeem niet in elkaar stortte zoals gebeurde in het Argentinië van Juan Perón en het Brazilië van Getúlio Vargas, die qua regeerstijl vaak met Cárdenas worden vergeleken. Cárdenas verschilde ook van de andere twee Latijns-Amerikaanse leiders in het feit dat hij geen sympathie toonde voor het fascisme. Desalniettemin bestond in Mexico onder delen van de bevolking wel sympathie voor het fascisme. Naast Calles' goudhemden was dit vooral de Nationaal Synarchistische Unie (UNS) van Salvador Abascal. Het synarchisme was een ultra-katholieke variant van het fascisme, en veel synarchisten waren voormalige Cristero's. Op haar hoogtepunt had de UNS een half miljoen leden.
Cárdenas werd in 1940 opgevolgd door de iets conservatievere Manuel Ávila Camacho. Linksere revolutionairen, en eigenlijk Cárdenas zelf ook, hadden liever Francisco Múgica als opvolger gezien, maar Cárdenas achtte het verstandig door een meer gematigde politicus te worden opgevolgd die oude conflicten kon bijleggen. Onder Ávila Camacho vond een nationale verzoening plaats waardoor veel generaals en politici die eerder het land hadden ontvlucht konden terugkeren.

## Tweede Wereldoorlog

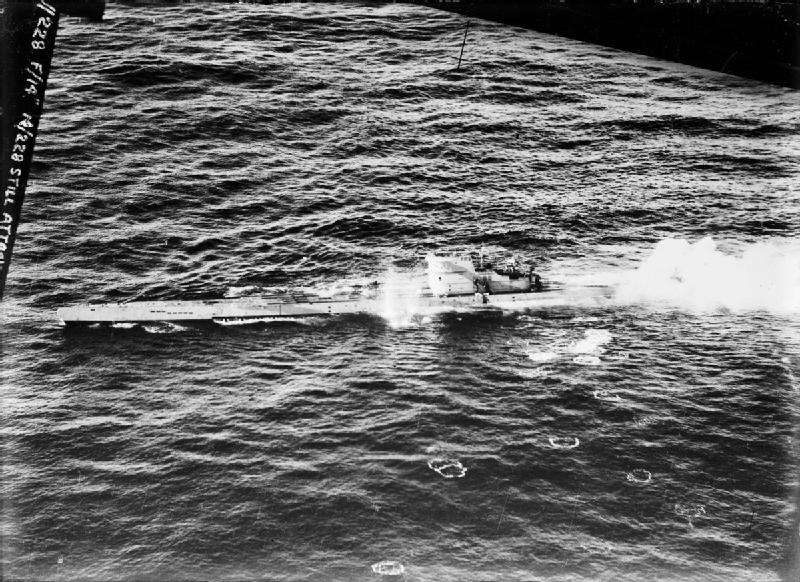
De Duitse duikboot U-106 torpedeerde een Mexicaanse olietanker en bracht Mexico zo in oorlog aan de kant van de Amerikanen

De Mexicaanse regering van Cárdenas en Ávila Camacho was fel gekeerd tegen het fascisme. Het ving republikeinse vluchtelingen op uit de Spaanse Burgeroorlog en veroordeelde de Anschluss van Oostenrijk bij nazi-Duitsland. In 1940 tekende de Mexicaanse ambassadeur in Vichy-Frankrijk een verdrag waarin alle republikeinen die na de burgeroorlog naar Frankrijk waren gevlucht de Mexicaanse nationaliteit kregen, en probeerde er zo veel mogelijk te redden door hen naar Mexico over te brengen. Dit verliep echter maar moeizaam en na de Duitse bezetting van Vichy in 1942 werden de republikeinen die niet gered waren alsnog opgepakt en gedeporteerd naar de concentratiekampen.
Desalniettemin waren de fascistische mogendheden Mexico na de nationalisering de belangrijkste afnemers van Mexicaanse olie geworden, daar de Amerikanen, Britten en Nederlanders een boycot hadden ingesteld. Ook kende het land een principe van non-interventie, waardoor het zich buiten het strijdgewoel hield. De relatie met de Verenigde Staten verbeterde tijdens de Tweede Wereldoorlog echter, en na de aanval op Pearl Harbor verbrak Mexico de diplomatieke betrekkingen met de asmogendheden. De relaties met het Verenigd Koninkrijk bleven slecht, onder andere omdat Mexico volgens berichten van de Engelse geheime dienst (die overigens niet waar bleken te zijn) een aanval in Brits-Honduras plande. Nadat Duitse onderzeeërs de Mexicaanse olietankers Potrero del Llano en Faja de Oro had getorpedeerd verklaarde Mexico de oorlog aan Duitsland, Italië en Japan. In Mexico bestond aanvankelijk weerstand tegen de oorlogsverklaring (sommige nationalistische Mexicanen hoopten zelfs dat de schepen in werkelijkheid waren gekelderd door de Verenigde Staten, Mexico's traditionele vijand), maar uiteindelijk schaarden Mexicanen zich enthousiast achter de geallieerden. Eskader 201 van de Mexicaanse luchtmacht vocht mee in de Grote Oceaan tegen Japan. Mexico tekende het Braceroprogramma met de Verenigde Staten, waarin Mexicanen werden uitgenodigd naar de Verenigde Staten te migreren om daar het tekort aan arbeidskrachten aan te vullen.

## Het 'Mexicaanse wonder' en de 'Gouden jaren'

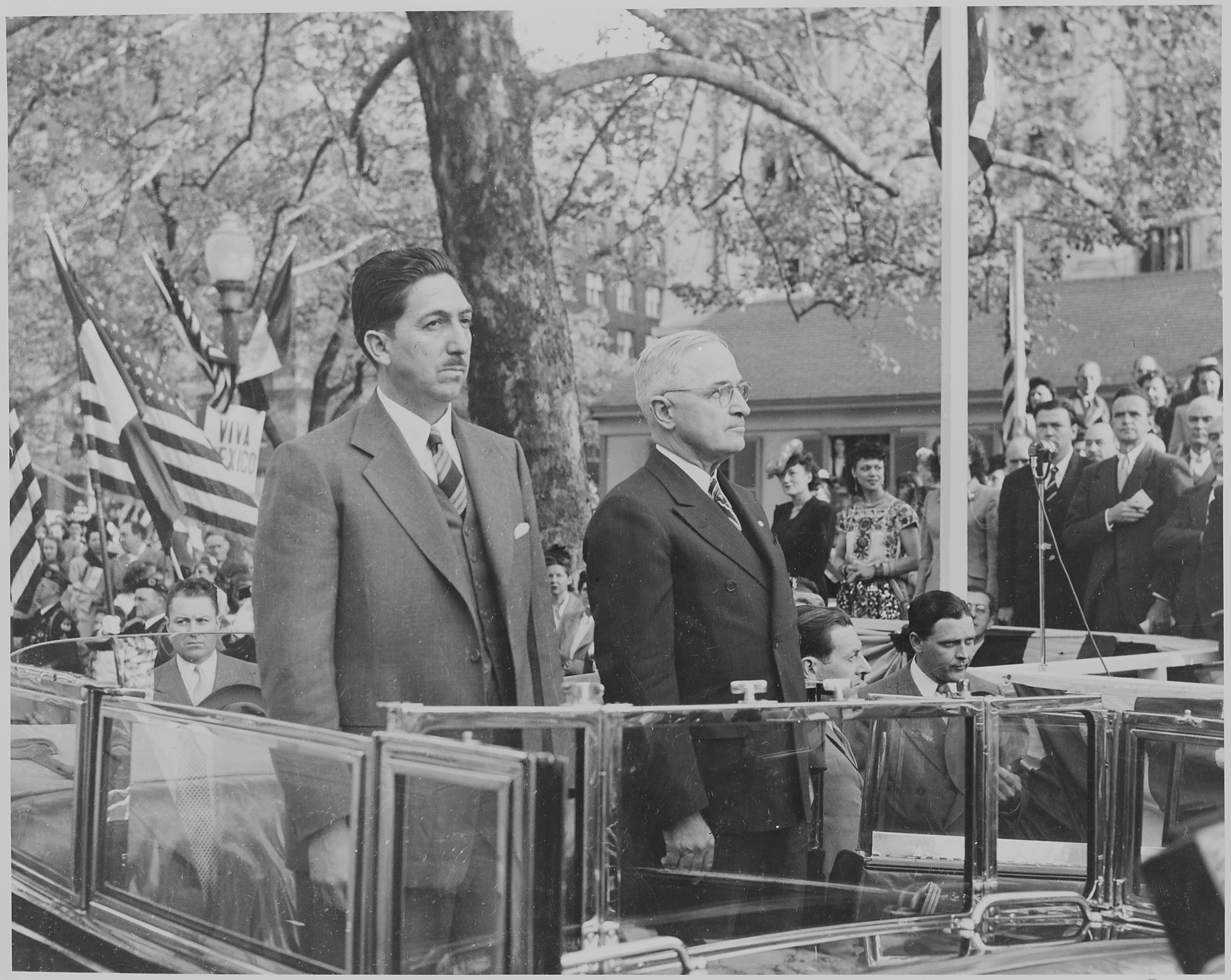
President Miguel Alemán Valdés bij de Amerikaanse president Truman

In februari 1945 overleed Maximino Ávila Camacho. Dit was de broer van de president en in alle opzichten zijn tegenpool. Waar Manuel bekendstond als vroom, beleefd en bescheiden stond Maximinio bekend als een corrupte vechtersbaas en vrouwenversierder, en had talloze buitenechtelijke kinderen. Deze dood werd wel symbolisch gezien als het einde van het 'oude Mexico'. Mexico had een einde gemaakt aan een gewelddadige periode in zijn geschiedenis en was nu een beschaafd land geworden dat op weg was naar een betere toekomst. Manuel Ávila Camacho, de 'gentleman-president' was de verpersoonlijking van dit nieuwe Mexico. Hij poogde een einde te maken aan de twisten uit het verleden, en uitnodigde politici en militairen die onder Calles of Cárdenas naar de Verenigde Staten waren gekomen terug in Mexico. In 1946, kort voor hij werd opgevolgd door Miguel Alemán Valdés (1946-1952), hernoemde hij de PRM tot de Institutioneel Revolutionaire Partij (PRI), zoals die nu nog steeds heet. Als Alemáns voornaamste daden als president gelden het invoeren van het vrouwenkiesrecht in 1953 en het wederzijdse staatsbezoek van de Amerikaanse president Harry Truman in 1947. Bij deze gelegenheid legden zij een krans bij monument voor de Niños Héroes, die tijdens de Amerikaans-Mexicaanse Oorlog honderd jaar eerder om het leven waren gekomen. Dit werd gezien als het definitieve bewijs dat de Verenigde Staten en Mexico voortaan weer als bevriende naties naast elkaar zouden leven.
De groei van de Mexicaanse economie zette zich na de Tweede Wereldoorlog door. De regering baseerde haar economische politiek op importsubstitutie-industrialisatie, waarbij het de Mexicaanse economie poogde te 'Mexicaniseren', maar wel stond men welwillender tegenover (binnenlandse en buitenlandse) zakenlieden dan tijdens Cárdenas het geval was geweest. Wel gingen de nationaliseringen door, met onder anderen de spoorwegen en het elektriciteitsnet. Opmerkelijke resultaten werden geboekt in de bestrijding van het analfabetisme en de gele koorts en pokken werden in Mexico uitgeroeid. Al tijdens Ávila Camacho's regering werd met de verbetering van de landbouw begonnen, wat als wereldwijde begin wordt gezien van de Groene Revolutie. De belangen van de arbeiders werden vertegenwoordigd door de CTM, geleid door Fidel Velázquez, die tegelijkertijd trouw van de arbeiders aan de PRI garandeerde.
Ook de uitzonderlijke politieke stabiliteit kwam de economie ten goede. De vorming van de eenpartijstaat was onder Alemán voltooid. Echte oppositie kwam nauwelijks voor, en wanneer dat al voorkwam werd het onderdrukt. Zelfs toen de voormalige leider van de CTM Vicente Lombardo Toledano zich afsplitste van de PRI en de Socialistische Volkspartij (PPS) oprichtte, bood deze partij alleen symbolische oppositie en werd zij in werkelijkheid ingekapseld in het systeem. Dit daarmee de eerste satellietpartij. In 1954 werd nog zo'n partij opgericht toen de Authentieke Partij van de Mexicaanse Revolutie (PARM) opgericht werd door (in naam) ontevreden generaals. De enige oppositiepartij van betekenis die werkelijk oppositie bood was de in 1939 opgerichte conservatieve Nationale Actiepartij (PAN). Daar de zittend president de PRI-kandidaat voor de volgende verkiezingen aanwees, de dedazo, oftewel grote vinger, genoemd, en de verkiezingen altijd door de PRI werden gewonnen was er van democratie geen sprake. Dat het onmogelijk was het tegen de PRI op te nemen ondervonden Miguel Enríquez Guzmán in 1952 en Luis H. Álvarez in 1958. Campagnevoeren werd hun onmogelijk gemaakt, en nadat zij zich beklaagden over verkiezingsfraude werden de demonstraties hardhandig uiteengeslagen.

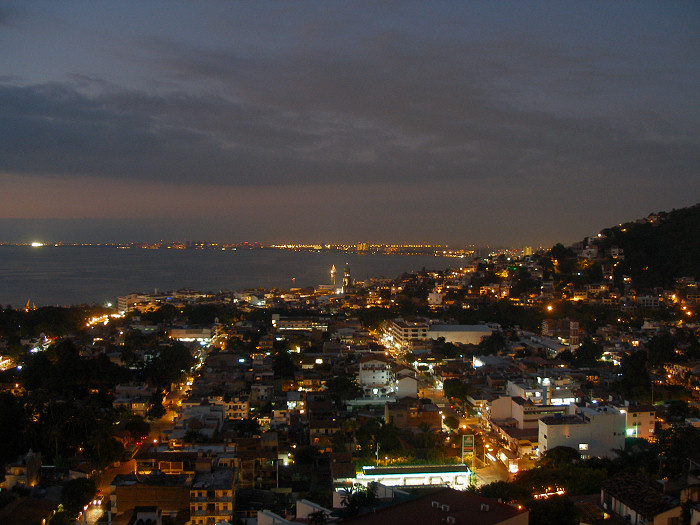
Puerto Vallarta groeide uit tot een badplaats met internationale allure nadat in 1963 de film The Night of the Iguana er werd opgenomen.

De naoorlogse jaren worden nog altijd als een voorspoedige tijd gezien, en staan bekend als de 'gouden jaren'. Dit geldt in het bijzonder voor de muziek en cinema. Sterren uit deze periode waren Pedro Infante, Jorge Negrete, El Santo, José Alfredo Jiménez en Cantinflas. Toen Infante in 1957 bij een vliegtuigongeluk om het leven kwam werd een dag van nationale rouw afgekondigd. Ook internationaal stond Mexico in deze tijd positief bekend. Alemán zette zich na zijn presidentschap in om het toerisme te bevorderen, zodat Acapulco en Puerto Vallarta zich tot badplaatsen met een internationale allure ontwikkelden. In 1968 kreeg Mexico als eerste ontwikkelingsland de eer de Olympische Spelen te organiseren.
Eigenlijk was het imago van de Mexicaanse regering, voornamelijk op politiek en sociaal gebied, in deze periode een illusie geweest. President Adolfo López Mateos (1958-1964) was ongetwijfeld de populairste politicus in deze periode, maar wat vaak werd (en nog steeds wordt) genegeerd was de toenemende arbeidsonrust en repressie onder zijn bewind. López Mateos was weliswaar sociaal bewogen, maar kende geen tolerantie voor diegenen die buiten de PRI om de maatschappij poogden te verbeteren. In 1961 leek de PAN zijn eerste grote succes te boeken nadat Salvador Nava gouverneursverkiezingen in San Luis Potosí won, maar de PRI weigerde deze overwinning te erkennen. Protesten stopten pas nadat Nava werd gearresteerd en gemarteld. Een ander teken van het repressieve karakter van deze tijd was de brute moord op de activist Rubén Jaramillo en zijn familie in 1962. Ook de arbeidsonrust nam toe, met stakingen van onder meer spoorwegpersoneel, mijnwerkers, medici en leraren.
López Mateos werd opgevolgd door Gustavo Díaz Ordaz (1964-1970). Díaz Ordaz was afkomstig van de conservatieve vleugel van de PRI, en liet er geen misverstanden over bestaan dat hij tegenstand niet tolereerde, ook niet binnen de PRI. Toen PRI-voorzitter Carlos A. Madrazo de partij poogde te democratiseren werd werken hem onmogelijk gemaakt, waarna hij gedesillusioneerd uit de partij stapte. Hij koos in 1968 partij voor de demonstrerende studenten en kwam een jaar later om het leven bij een vliegtuigongeluk dat nooit helemaal is opgehelderd.

## Vuile Oorlog

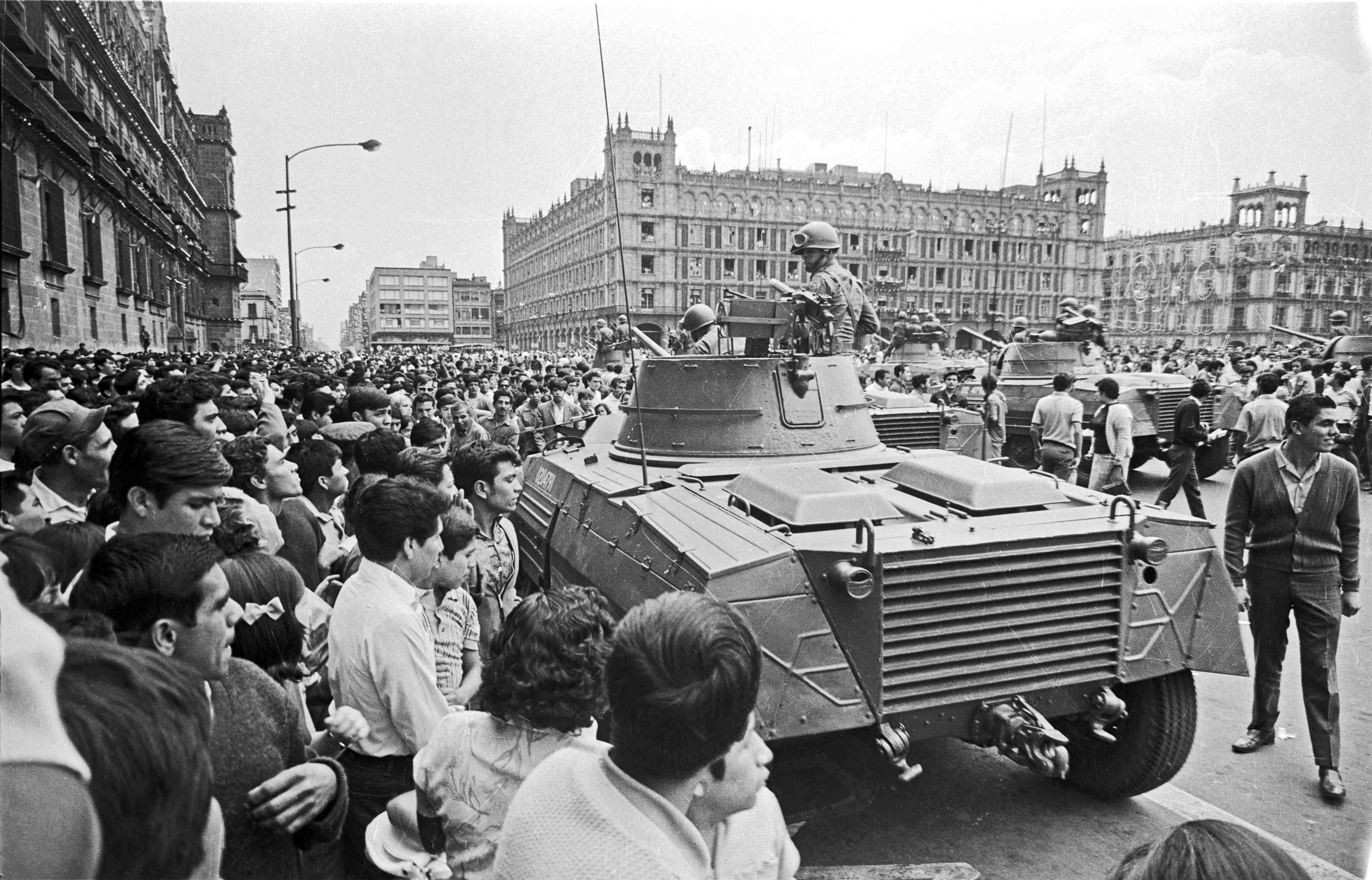
Het leger te Zócalo in 1968

Zoals in de rest van de wereld was 1968 ook in Mexico het jaar van de studentendemonstraties. Mexicaanse studenten wilden gebruikmaken van de internationale media-aandacht voor hun land tijdens de Olympische Spelen om de aandacht te vestigen op het ondemocratische karakter van de Mexicaanse regering. Tevens klaagden zij dat de organisatie van de Spelen veel te geldverslindend was voor een ontwikkelingsland als Mexico. De onrust in de hoofdstad escaleerde nadat de granaderos, de oproerpolitie, hardhandig ingrepen bij een relletje tussen twee groepen studenten. Bij een protestdemonstratie hiertegen greep de politie wederom in met buitensporig geweld, waarbij bij een bekend geworden incident een monumentale deur door een bazooka werd vernietigd. Op 27 augustus demonstreerden een half miljoen mensen voor het aftreden van burgemeester Alfonso Corona en het opheffen van de granaderos. Vervolgens bezette het Mexicaanse leger de campus van de Nationale Autonome Universiteit van Mexico (UNAM) en werden 500 studenten gearresteerd. Rector Javier Barros Sierra trad uit protest af maar de demonstraties hielden aan. Op 2 oktober, een week voor de spelen, vond een protestdemonstratie plaats op het Plein van de Drie Culturen in de wijk Tlatelolco. Bij het vallen van de avond omsingelden veiligheidstroepen het plein. Bij het daaropvolgende bloedbad van Tlatelolco verloren 250 demonstranten het leven. Díaz Ordaz verklaarde dat het was uitgelokt door de demonstranten en sprak van slechts 43 doden. Voor de internationale media was de interesse al snel voorbij, en de Olympische Spelen konden gewoon doorgaan.
Tlatelolco betekende een waterscheiding in de moderne geschiedenis van Mexico. Voor veel Mexicanen werd het imago van de PRI in een klap vernietigd. Díaz Ordaz nam alle verantwoordelijkheid op zich, en beschouwde het zelfs als de daad waar hij het meest trots op was. Dit maakte de weg vrij voor de verkiezing van zijn minister van binnenlandse zaken Luis Echeverría (1970-1976) als president in 1970. Echeverría distantieerde zich van het bloedbad, hoewel hij er hoogstwaarschijnlijk wel degelijk bij betrokken was geweest. Echeverría manifesteerde zich als een populist die zich poogde te verzoenen met de studenten. Sommigen beschouwden hem zelfs als een nieuwe Cárdenas, die in hetzelfde jaar als Echeverría's verkiezing overleed, en hij begon zelfs weer met het verdelen van land. Dat de regering haar autoritarisme niet verleerd had bleek wel in 1971 toen bij het bloedbad van Corpus Cristi wederom demonstranten werden aangevallen en gedood. Dit leidde tot de oprichting van verschillende gewapende bewegingen die de Mexicaanse regering met bomaanslagen en ontvoeringen bestreden. Dit werd door Echeverría beantwoord met verdergaande repressie. Honderden mensen werden opgepakt, verdwenen, vermoord of gemarteld Hij verplaatste 15% van het Mexicaanse leger naar de bijzonder onrustige deelstaat Guerrero, waar dorpen die ervan werden verdacht guerrillastrijders te huisvesten met napalm werden bestookt. Lucio Cabañas vergaarde met zijn 'Partij van de Armen' veel steun in Guerrero, een van de armste deelstaten van het land. Hij slaagde erin de schoonvader van president Echeverría te ontvoeren maar bij een poging senator Rubén Figueroa Figueroa te ontvoeren kwam hij om het leven.
Terwijl Mexico op de rand van een burgeroorlog balanceerde, manifesteerde Echeverría zich internationaal intussen als een derdewereldleider. Hij steunde Salvador Allende en Fidel Castro, veroordeelde de Verenigde Staten en het zionisme en breidde Mexico's territoriale wateren uit tot 200 zeemijl. Echeverría promootte internationaal een derde weg tussen communisme en kapitalisme, terwijl in Mexico de economie tekenen van verval begon te vertonen. De economie groeide weliswaar met 4% per jaar, maar de inflatie steeg tot tientallen procenten en Echeverría vervreemdde het zakenleven met zijn populistische initiatieven, waardoor kapitaalvlucht dreigde. Hoewel de landbouwopbrengsten toenamen bleven ze alsnog achter bij de bevolkingsgroei, waardoor Echeverría's regering besloot om geboortebeperking te bevorderen.
Om de onrust te doen afnemen werd een politiek hervormingsprogramma doorgevoerd, de democratische opening. Het waren vooral de satellietpartijen die hiervan profiteerden, zodat het democratische gehalte van Mexico nauwelijks veranderde. De Arbeiders-, Boeren- en Studentencoalitie van de Istmus (COCEI) wist in het stadje Juchitán in de deelstaat Oaxaca echter in een alliantie met de weer erkende Communistische Partij in 1980 de verkiezingen te winnen, waarbij Juchitán de eerste stad werd die niet door een PRI-burgemeester werd bestuurd. Over het algemeen was de onvrede bij de oppositie zo sterk, dat ze besloten de presidentsverkiezingen van 1976 te boycotten, die dan ook met 100% van de stemmen werden gewonnen door José López Portillo (1976-1982). Een serie bomaanslagen kort na diens aantreden leidde een nieuwe golf van repressie in.
De Mexicaanse economie profiteerde intussen van de oliecrisis, daar het land de vijfde exporteur van aardolie was geworden. De Mexicaanse regering besloot alvast een voorschot te nemen en begon op grote schaal te lenen. Onder López Portillo overstegen de Mexicaanse importen sowieso al de exporten, maar ook de buitenlandse schulden liepen razendsnel op. Toen de oliemarkt instortte had dit desastreuze gevolgen en kwam Mexico met torenhoge schulden te zitten. In de zomer van 1982 maakte de regering bekend dat de Mexicaanse staat zijn schulden niet langer kon afbetalen. Bij het einde van López Portillo's termijn had Mexico een tekort op de betalingsbalans van US$ 12 miljard, een inflatie van 100% en een buitenlandse schuld van US$ 80 miljard. López Portillo gaf de schuld aan de banken, die hij vlak voor het einde van zijn termijn nationaliseerde. De economische crisis ging gepaard een toename van het misdaadcijfer en chronische corruptie.

## Jaren 80

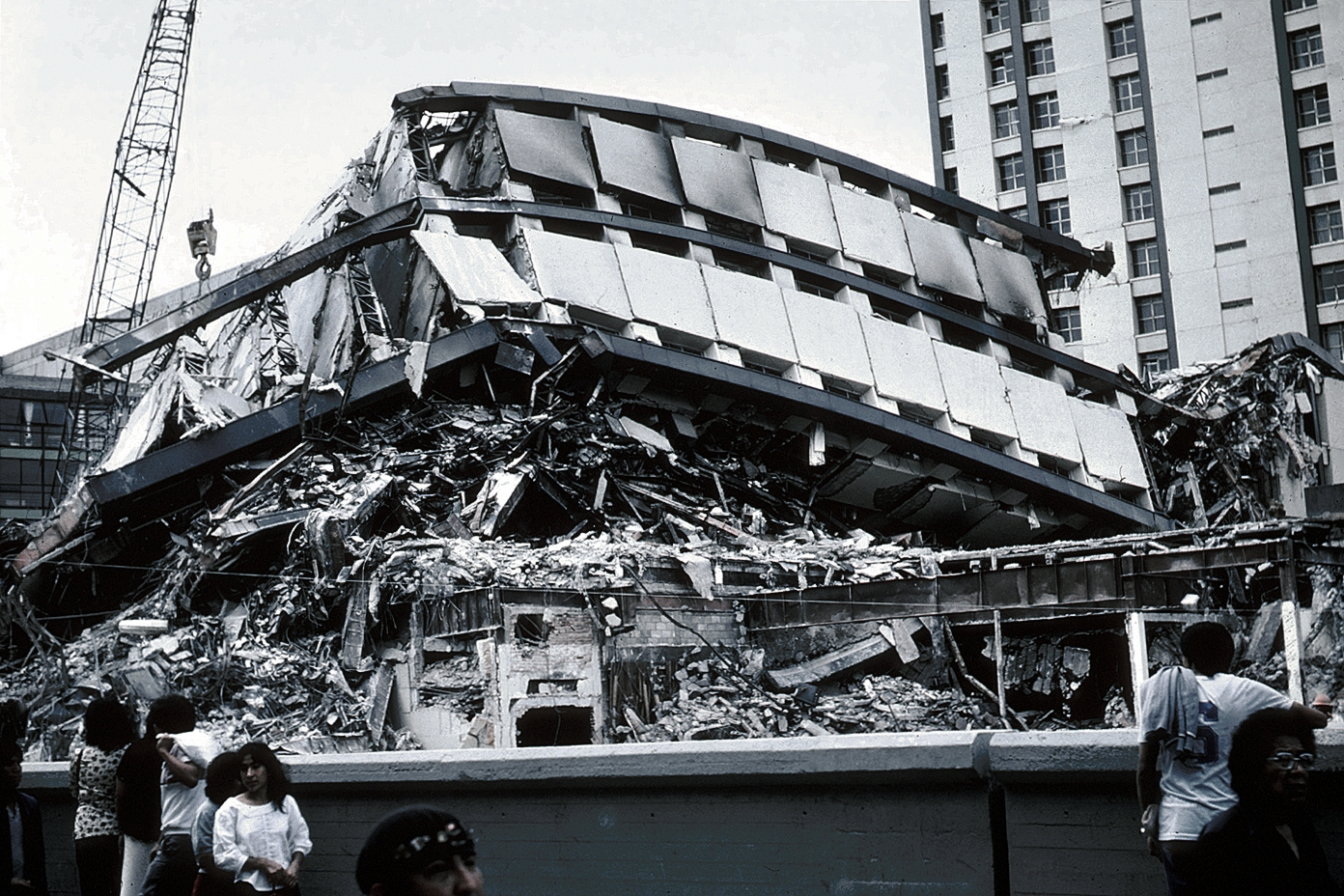
De aardbeving Mexico 1985

Miguel de la Madrid (1982-1988) werd in 1982 tot opvolger van López Portillo gekozen. Hoewel hij met 71% van de stemmen werd gekozen was dat toch het slechtste resultaat voor een PRI-kandidaat ooit. Allereerst begon hij met zijn 'morele renovatie', waarbij hij enkele prominenten die onder López Portillo berucht waren geworden wegens hun corruptie arresteren en berechten, waaronder niet in het minst de politiechef van Mexico-Stad Arturo "El Negro" Durazo, wiens corruptie en gewelddadigheid haast legendarisch was. De ineenstorting van de Mexicaanse economie maakte duidelijk dat het roer om moest. De la Madrid brak met de populistische traditie en begon als eerste president met een neoliberaal hervormingsprogramma. Om in aanmerking te komen voor steun en leningen van het Internationaal Monetair Fonds (IMF) moest er fors in de uitgaven gesneden worden. Er werd een begin gemaakt met privatiseringen, het neerhalen van handelstarieven en het afbouwen van de ejidos, de gemeenschappelijke gronden. Deze hervormingen betekenden op de korte termijn een sterke achteruitgang voor de levensstandaard van veel Mexicanen. Door het loslaten van prijscontroles verdubbelde de prijs van de meeste voedingsstoffen terwijl de levensstandaard halveerde.
Dit alles bleef niet zonder politieke effecten. Intellectuelen en de meeste ondernemers hadden de PRI al lang de rug toegekeerd maar nu begon de PRI ook de arme boeren en arbeiders van zich te vervreemden. Het viel niet uit te leggen hoe dit neoliberalisme te rijmen viel met de idealen van de Mexicaanse revolutie. Op gemeentelijk niveau wist de PAN haar eerste successen te behalen. De partij won burgemeestersverkiezingen in de steden San Luis Potosí, Chihuahua en Ciudad Juárez. Ook op staatsniveau leek de partij door te breken, maar door verkiezingsfraude slaagde de PRI erin de PAN van overwinningen in Nuevo León, Sonora en Chiahua. Vooral die laatste verkiezing in 1986 zorgde voor commotie. PAN-aanhangers protesteerden tegen de verkiezingsfraude, waarbij enkele doden vielen. Hoewel de PRI de touwtjes nog in handen hadden werd duidelijk dat de Mexicaanse bevolking niet alles meer tolereerde. In het zuiden van Mexico verzette de Verenigde Socialistische Partij van Mexico (PSUM) zich tegen de PRI, maar vanwege de verdeeldheid slaagde links er niet in om de successen van de PAN te evenaren.
Een nieuwe klap voor de PRI kwam met de aardbeving van 1985. Het epicentrum van deze aardbeving lag in de staat Michoacán en de stad Ciudad Guzmán werd vrijwel volledig verwoest. De meeste schade werd echter berokkend in Mexico-Stad. Volgens het officiële cijfer verloren 9.500 mensen het leven, hoewel het werkelijke aantal waarschijnlijk drie keer zo hoog was. De regering blonk uit door afwezigheid. De PRI slaagde er niet in serieuze reddings- of herstelacties op poten te zetten. De partij presenteerde buitenlandse hulpgoederen alsof zij het zelf geregeld had, en probeerde een politiek slaatje te slaan uit de hulpverlening. Het grootste deel van de hulpverlening werd door de inwoners van Mexico-Stad zelf gedaan. Bij afwezigheid van de overheid was het rond deze tijd dat Superbarrio, een (destijds) onbekende persoon die gemaskerd goede daden verrichtte, voor het eerst van zich deed spreken.
Binnen de PRI klonk de roep om hervorming. Cuauhtémoc Cárdenas, voormalig gouverneur van Michoacán en zoon van Lázaro Cárdenas, leidde een vleugel binnen de PRI die poogde de partij te democratiseren. Cárdenas en de zijnen stelden voor de dedazo af te schaffen en de kandidaat voor de presidentsverkiezingen van 1988 door de bevolking te laten kiezen. Het partijbestuur legde dit voorstel naast zich neer, en De la Madrid benoemde Carlos Salinas, een in de Verenigde Staten opgeleide econoom, tot presidentskandidaat. Hierop verliet Cárdenas de PRI samen met enkele aanhangers en stelde zichzelf kandidaat voor de presidentsverkiezingen buiten de PRI. De satellietpartijen, ontevreden als zij waren met de nieuwe koers van de PRI, besloten Cárdenas' kandidatuur te steunen, en hij kreeg ook de steun van een aantal andere linkse partijen, zodat links voor het eerst een gezamenlijke kandidaat had. In de weken voor de verkiezingen werd duidelijk dat Cárdenas een goede kans maakte de verkiezingen te winnen. De verkiezingen gingen gepaard met geweld en fraude. Nadat op verkiezingsavond bleek dat de uitslagen op het computerscherm niet overeenkwamen met de uitslag zoals de aanwezige journalisten die hadden ontvangen viel het computersysteem plots uit, waarna minister Manuel Bartlett opmerkte dat het systeem was uitgevallen ("Se cayó el sistema.")
Nadat enkele dagen later de uitslag bekend werd gemaakt bleek dat Salinas de verkiezingen met 50,3% had gewonnen tegen 30,8% voor Cárdenas en 17.1% voor PAN-kandidaat Manuel Clouthier. Intussen waren in bossen en ravijnen bussen met verbrande stemformulieren aangetroffen, en waren er andere zaken boven tafel gekomen waarmee wel duidelijk werd dat de verkiezingen niet eerlijk waren verlopen (zo waren er op het adres van de burgemeester van Mexico-Stad, waar 4 mensen woonden, 72 stemgerechtigden geregistreerd). De oppositie protesteerde wekenlang, maar kon niet verhinderen dat Salinas op 1 december tot president werd ingehuldigd. Enkele maanden na diens inhuldiging richtte Cárdenas met andere dissidenten die de PRI hadden verlaten en leden van de Mexicaanse Socialistische Partij (PMS) de Partij van de Democratische Revolutie (PRD) op. De satellietpartijen bleven onafhankelijk verder bestaan, maar bleven zich distantiëren van de PRI.
Hoewel Salinas nu president was, had hij serieuze problemen met zijn legitimiteit. Om zijn positie niet in gevaar te brengen zag hij zich in 1989 gedwongen voor het eerst in meer dan een halve eeuw de overwinning van een oppositiekandidaat in gouverneursverkiezingen te erkennen, toen Ernesto Ruffo Appel van de PAN tot gouverneur van Neder-Californië werd gekozen. Salinas zette het neoliberale hervormingsprogramma door. Hij herschreef artikel 127 van de grondwet, die over landhervorming ging, waardoor de Mexicaanse Revolutie nu officieel werd geannuleerd. De privatiseringen werden doorgezet, met onder andere de spoorwegen en de telecommunicatie, en de regeling die bepaalde dat minimaal 51% van de aandelen van Mexicaanse bedrijven in handen moesten zijn van Mexicanen. Onder de eerste jaren van Salinas' regering herstelde de economie zich voorzichtig.

## De val van de PRI
Aanvankelijk leek Salinas' regering succes te hebben. In de congresverkiezingen van 1991 wist de PRI zonder veel moeite de meerderheid te behouden. Salinas paste een aantal van de meest antiklerikale artikelen uit de grondwet aan, en in 1993 werden de diplomatieke betrekkingen met het Vaticaan, die waren verbroken in 1857, hersteld. Hiermee keerde de kerk na 150 jaar weer terug als machtsfactor in de Mexicaanse politiek. In lokale besturen zette de PAN zich in voor het promoten van traditionele Rooms-katholieke waarden. Relaties tussen kerk en staat kregen echter een knauw toen kardinaal Juan Jesús Posadas Ocampo in 1993 op het vliegveld van Guadalajara. Volgens de officiële versie werd hij aangezien voor drugsbaron Joaquín "El Chapo" Guzmán door een rivaliserende kartel, een lezing die de nodige vraagtekens opriep, ook al omdat de daders na de aanslag met een vliegtuig dat speciaal voor hen klaarstond wisten te vluchten.

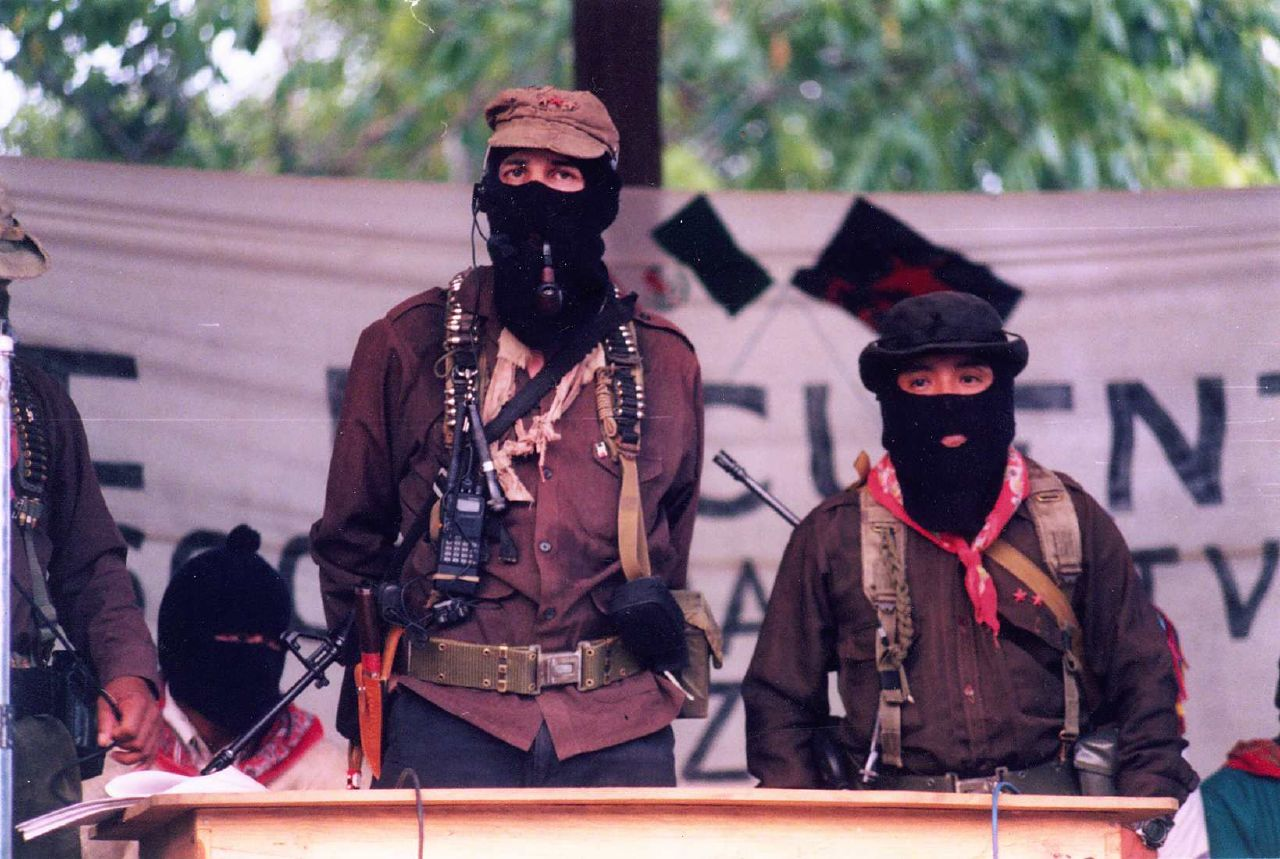
De opstand van de Zapatisten in Chiapas vestigde internationaal de aandacht op de positie van de inheemse bevolking van Mexico

Internationaal stond Salinas, als neoliberale hervormer in het post-Koude Oorlogtijdperk, in hoog aanzien. Hij tekende de Noord-Amerikaanse Vrijhandelsovereenkomst (NAFTA) met Canada en de Verenigde Staten, die op 1 januari 1994 in zou gaan. Dat jaar bleek echter een annus horribilis te worden. Op de dag dat de NAFTA van kracht werd, kwam in de arme zuidelijke deelstaat Chiapas het Zapatistisch Nationaal Bevrijdingsleger (EZLN) in opstand. Deze beweging, die werd geleid door de mysterieuze Subcomandante Marcos, vertegenwoordigde de indiaanse bevolking die zich genegeerd voelde door de Mexicaanse regering en vreesde dat de NAFTA hun positie alleen nog maar zou verslechteren. Door gebruik te maken van moderne communicatiemiddelen wist het EZLN internationaal steun en bekendheid te vergaren. Op 12 januari werd een wapenstilstand overeengekomen, maar het EZLN zou een serieus probleem blijven voor de Mexicaanse regering.
Intussen had Salinas Luis Donaldo Colosio aangewezen als kandidaat voor de aankomende presidentsverkiezingen. Hoewel Salinas openlijk de kandidatuur van Colisio steunde, nam deze op een aantal punten afstand van het beleid van Salinas, en gaf onder andere in een toespraak aan dat "Mexico nog veel problemen heeft". Op 23 maart werd hij op campagne in een arme wijk in Tijuana van dichtbij door het hoofd geschoten en overleed later in het ziekenhuis. De schutter, Mario Aburto, werd snel gearresteerd, maar aangezien de procesgang klunzig werd afgehandeld en de schutter zoals die op tv was verschenen tijdens de moord weinig gelijkenissen vertoonde met degene die was gearresteerd deden als snel allerlei geruchten de rondte te doen, waarin vele Salinas aanwezen als verantwoordelijke. De relatief onbekende econoom Ernesto Zedillo werd aangewezen als vervanger van Colosio en werd in juli tot president gekozen. Zedillo haalde met 48,77% een duidelijke overwinning op Diego Fernández de Cevallos van de PAN en Cárdenas die opnieuw kandidaat was van de PRD, maar het was wel voor het eerst dat een PRI-kandidaat (althans volgens de officiële uitslagen) minder dan de helft van de stemmen vergaarde.
Een nieuwe politieke moord volgde op 23 september, dit keer was José Francisco Ruiz Massieu, de voorzitter van de PRI en voormalig gouverneur van Guerrero. Dit betekende een nieuwe klap voor Salinas en de PRI, zeker nadat bleek dat Ruiz Massieu was vermoord in opdracht van Raúl Salinas, de broer van de president, en de aanleiding waarschijnlijk het feit was dat Ruiz Massieu zou gaan scheiden van een zuster van Salinas. Bij het onderzoek naar deze moord bleek bovendien dat Raúl Salinas grootschalig gefraudeerd en geld verduisterd had, terwijl Carlos Salinas tijdens zijn presidentschap vrienden had bevoordeeld bij het opkopen van geprivatiseerde staatsbedrijven. Raúl werd in 1995 tot 50 jaar gevangenisstraf veroordeeld wegens moord, maar in 2005 vervroegd vrijgelaten nadat er vraagtekens waren gerezen over de eerlijkheid van de procesgang. Carlos Salinas had inmiddels Mexico al verlaten en woont tegenwoordig in Dublin. De incidenten rond Raúl Salinas, de "ongemakkelijke broer", maakten duidelijk hoezeer de macht van criminele organisaties in Mexico was gegroeid. Salinas was niet de enige prominent die in de jaren 90 in verband werd gebracht met drugskartels. Mario Villanueva, gouverneur van Quintana Roo, kwam in 1999 niet opdagen bij de inhuldiging van zijn opvolger nadat hij in verband was gebracht met drugshandel. Pas twee jaar later werd hij opgespoord en tot een jarenlange gevangenisstraf veroordeeld. De criminaliteit nam wegens de aanhoudende economische crisis nog steeds toe. Ondanks het inzetten van het leger en de War on Drugs van de Verenigde Staten, slaagde de overheid er niet in de macht van de drugskartels serieus te verminderen. Vooral in grenssteden in het noorden als Tijuana, Matamoros en Nuevo Laredo eisten bendeoorlogen honderden slachtoffers.
Zedillo trad op 1 december als opvolger aan. Twee weken na zijn aantreden devalueerde hij waarde de Mexicaanse peso, die onder Salinas kuntmatig hoog was gehouden. Hoewel een devaluatie volgens de meeste economen wel noodzakelijk was, kwam het op een uiterst ongelegen en onverwacht moment. Binnen een week had de peso de helft van zijn waarde verloren ten opzichte van de Amerikaanse dollar. Dit was funest voor veel Mexicanen die hun inkomsten in peso's en hun schulden in dollars hebben. Deze Tequilacrisis sloeg bovendien over naar andere landen van Latijns-Amerika. Begin 1995 begon de economie zich weer te stabiliseren na hulpprogramma's van de Amerikaanse en Canadese regering en het IMF. Steunprogramma's van de Mexicaanse overheid, waaronder Fobaproa, kwamen slechts de allergrootste bedrijven ten goede. Een nieuwe protestbeweging, El Barzón, werd opgericht, dit keer eens niet door armen, studenten of indianen, maar juist door de middenklasse.
Door deze nieuwe economische crisis nam het aantal emigranten naar de Verenigde Staten, waarvan gehoopt werd dat deze zou afnemen door de NAFTA, nog verder toe, lang niet allen legaal. Geld dat door Mexicanen in de Verenigde Staten terug naar huis werd gestuurd vormde intussen een belangrijke bijdrage voor de Mexicaanse economie. Deze toename van de immigratie werd door veel Amerikanen met angstige ogen aangekeken, en vreesden dat dit het begin zou zijn van een Mexicaanse 'herovering' van het gebied dat na de Mexicaans-Amerikaanse Oorlog verloren was gegaan. In 1994 werd op verschillende delen van de grens tussen Mexico en de Verenigde Staten een barrière gebouwd, waardoor veel immigranten zich gedwongen zagen de veel gevaarlijkere route door de woestijn te nemen.
In het conflict met de EZLN zwalkte Zedillo tussen dialoog en militair ingrijpen. In 1996 tekende hij met het EZLN de akkoorden van San Andrés waarin de positie van de indianen verbeterd zou worden, maar deze akkoorden werden door het congres verworpen. In december 1997 richtten paramilitairen het bloedbad van Acteal aan, waarbij enkele tientallen kerkgangers om het leven werden gebracht. Dit incident is nooit naar tevredenheid opgehelderd, hoewel na politieke druk gouverneur Julio César Ruiz Ferro gedwongen werd af te treden, wat in ieder geval een teken was dat mensenrechtenschenders niet alles meer konden maken. Ook in Guerrero, in Aguas Blancas, werd een bloedbad aangericht, waarna gouverneur Rubén Figueroa Alcocer moest aftreden. Dit bloedbad vormde de aanleiding voor de oprichting van het Revolutionair Volksleger (EPR).
Intussen had Zedillo een politiek hervormingsprogramma ingezet. Het Federaal Electoraal Instituut (IFE) werd losgekoppeld van de PRI zodat de verkiezingen nu door een onafhankelijk orgaan werden georganiseerd. Ook de staatsrechtelijke positie van Mexico-Stad werd aangepast, zodat de burgemeester, die eerst door de president werd aangewezen, voortaan door de inwoners werd gekozen. In 1997 vonden de eerste burgemeestersverkiezingen in Mexico-Stad plaats waarbij Cárdenas tot burgemeester werd gekozen. Bij de op hetzelfde moment gehouden parlementsverkiezingen verloor de PRI voor het eerst in haar geschiedenis de absolute meerderheid in het Congres. Op staatsniveau was de PAN in de jaren 90 al doorgebroken met overwinningen in onder andere San Luis Potosí, Nuevo León, Yucatán en Jalisco, terwijl de PRD in onder andere Tlaxcala, Zacatecas en Michoacán wist te winnen.
Verder schafte Zedillo de dedazo af, zodat de PRI-leden voortaan de presidentskandidaat voor hun partij mochten kiezen. Ze kozen Francisco Labastida, die het in de verkiezingen van 2000 opnam tegen Vicente Fox van de PAN en Cárdenas die voor de derde keer probeerde president te worden. In de peilingen gooide Fox hoge ogen, en het leek er nu op dat Mexico voor het eerst een president zou krijgen die niet afkomstig was van de PRI. De vraag was nu alleen of de PRI een nederlaag zou accepteren. Fox won uiteindelijk de verkiezingen met 42,5% van de stemmen tegen 36,1% voor Labastida. Zedillo gaf al op verkiezingsavond de nederlaag van zijn partij, waarmee een einde kwam aan 71 jaar PRI-bestuur.